# Petaurus australis
Espèce
Statut de conservation UICN

 NT  : Quasi menacé
Répartition géographique
Le Petaurus australis; en anglais : The Yellow-bellied Glider ou the Fluffy Glider est la plus grande espèce du genre Petaurus et la deuxième des planeurs.

## Sous-espèces
- Petaurus australis australis est commun dans le Sud de l'Australie
- Petaurus australis reginae est rare et se trouve dans le Nord du Queensland

## Description
Il a une longueur de 30 cm pour la tête et le corps alors que la queue mesure 45 cm. Il pèse 450 à 700 g. Il a un pelage gris ou brun avec un ventre crème virant à l'orange lorsque l'animal vieillit. Il a de grandes oreilles pointues, dénudées, d'un gris rose et une raie noire proéminente depuis le front jusqu'au dos. Il a une membrane de peau s'étendant depuis le poignet jusqu'à la cheville qui lui permet de planer. Il n'y a pas d'accord pour savoir si sa queue est préhensile ou non.
Il émet plusieurs cris dont un cri rauque, caractéristique .

## Répartition et habitat
On le trouve depuis la côte Est de l'Australie jusqu'à l'Ouest de la Great Dividing Range, depuis le Sud du Queensland au Nord jusqu'à l'État de Victoria, au Sud.
Il vit surtout dans les forêts d'eucalyptus des régions humides mais peut se trouver dans des régions plus sèches.
⁷

## Mode de vie
C'est un animal nocturne, arboricole qui vit en couple ou en petites bandes de 2 à 6 individus. Il est très mobile et se déplace beaucoup selon les saisons. Il peut planer sur 150 m.

## Alimentation
Il se nourrit de miel, de nectar, de la sève des eucalyptus et autres arbres qu'il recueille en entaillant l'écorce avec ses incisives, laissant une trace en V indélébile très reconnaissable.

## Reproduction
Il fait son nid dans la cime des arbres. Quoique la femelle ait une poche marsupiale double, séparée par un septum, elle n'a généralement qu'un petit par portée et par an.